# Петър Георгиев (политик)
Вижте пояснителната страница за други личности с името Петър Георгиев.
Петър Георгиев Желязков е български политик от БРСДП (т.с.) и БКП.

## Биография
Роден е на 21 ноември 1891 г. в Сливен. От 1910 г. е член на БРСДП (т.с.). Завършва средно образование и става учител в родния си край. По време на Първата световна война е секретар на Сливенския партиен комитет. От 1918 до 1923 г. е редактор на в. „Работнически вестник“. Учи в Юридическия факултет на Софийския университет. След Септемврийското въстание е избран за член на ЦК на БКП. Между 1923 и 1924 г. е редактор на в. „Звезда“. След това и на изданията „Отзив“, „Лъч“ и „Наши дни“. През 1925 г. е интерниран в Ивайловград. Емигрира в СССР, а през 1926 г. се завръща. От 1926 до 1928 г. е политически секретар на Изпълнителното бюро на ЦК на БКП. Арестуван е през 1928 г. и остава в затвора до 1936 г., когато получава амнистия. От 1941 до 1942 г. е лагерист в Кръстополе. В периода 1945 – 1950 г. е заместник главен редактор и редактор на в. „Работническо дело“. През 1951 г. става професор по международно право в Софийския университет, където остава до 1961 г. Между 1956 и 1962 г. е директор на Института по история на БКП при ЦК на БКП.. Дълги години е член на Управителния съвет на СБЖ. Умира на 12 септември 1978 г. в София.

## Награди
- Герой на социалистическия труд на България (Указ № 539 от 8 септември 1964)
- Народен деятел на културата (1969)
- орден „Георги Димитров“ (1952, 1959, 1961, 1967, 1971)
- орден „Народна република България“, I ст. (1971)
- Герой на Народна република България (1971)

## Трудове
- Ролята и значението на в. „Работник“ в историята на партията и на работническото движение у нас, 1953
- Отражението на Великата октомврийска революция в България, 1957 на руски език, а 1958 на български език
- Бойният път на „Работнически вестник“, 1958
- Борба за създаване на революционна марксистка партия в България, 1964